# Titus de Bostra
Titus de Bostra (ou Tite de Bostre) est un évêque syrien et écrivain ecclésiastique de langue grecque ayant vécu au IVe siècle.

## Éléments biographiques
Le très succinct § 102 du De viris illustribus de saint Jérôme lui est consacré : on y apprend qu'il était évêque de Bostra, qu'il écrivit, entre autres, un ouvrage en plusieurs livres contre les manichéens sous les principats de Julien et de Jovien (donc entre 361 et 364), et qu'il mourut sous Valens (entre 364 et 378). Dans sa lettre 70, le même Jérôme mentionne Titus de Bostra dans une liste d'écrivains chrétiens ayant allié une grande érudition profane avec une large connaissance des Saintes Écritures.
Sozomène, dans son Histoire ecclésiastique, mentionne Titus en III, 14 dans une liste d'évêques du temps de Constance II (337/61) qui se rendirent remarquables par leur vie et leur enseignement. En V, 15, il raconte que l'empereur Julien, qui voulait séparer les Églises chrétiennes de leurs dirigeants, appela publiquement les habitants de Bostra à chasser l'évêque Titus : il avait menacé de destituer tous les prélats chrétiens qui inciteraient leurs fidèles à la sédition ; Titus lui écrivit que les chrétiens de sa cité, bien que presque aussi nombreux que les païens, n'étaient pas du tout disposés à la sédition ; Julien adressa alors aux habitants de Bostra un message où il accusait l'évêque de les avoir calomniés en prétendant que c'est en obéissant à ses exhortations et non de leur propre mouvement qu'ils s'abstenaient de se soulever, et où il les appelait à l'expulser de leur cité comme ennemi public.
Chez Socrate de Constantinople (Histoire ecclésiastique, III, 25), Titus de Bostra apparaît comme l'un des signataires d'une lettre adressée en 363 à l'empereur Jovien par un synode réuni à Antioche autour de Mélèce, et représentant le courant d'Acace de Césarée (homéousiens alors ralliés au symbole de Nicée, mais en ajoutant des réserves sur l'interprétation).
Comme théologien et exégète, Titus de Bostra se rattache à l'École théologique d'Antioche, mais il témoigne aussi de sympathie pour certaines idées d'Origène.

## Œuvre
Ce qui reste principalement de lui, c'est le Contre les manichéens en quatre livres signalé par Jérôme. Les deux premiers livres et le début du troisième (plus des fragments) ont été conservés dans la version originale grecque, mais il y a eu un gros accident dans la transmission : le plus ancien manuscrit (Gênes, Cod. Urbani 27, XIe siècle), qui donne le texte jusqu'en III, 7, s'est défait à un certain moment et a été recomposé dans le désordre, si bien que le texte s'est mélangé (à partir de I, 18) avec celui du Contre les manichéens de Sérapion de Thmuis qui figurait dans le même manuscrit ; cinq autres manuscrits tardifs (XVIe – XVIIe siècle) ont ensuite été copiés sur celui-là, et ce texte faux (mélange de celui de Titus et de celui de Sérapion) a été reproduit dans toutes les éditions anciennes (PG comprise). Un seul autre manuscrit grec (Ms. Mont Athos, Vatopédi 236, XIIe siècle) transmet correctement le vrai texte (jusqu'en III, 30). L'ensemble de l'œuvre a été conservé seulement dans une traduction syriaque très ancienne : le manuscrit que nous possédons (Ms. British Library Add. 12150) a été copié à Édesse en l'an 411 (et la traduction lui est visiblement antérieure). Le fait que ce manuscrit soit beaucoup plus ancien que le plus ancien des manuscrits grecs rend la version syriaque incontournable pour l'ensemble du texte. 
C'est la plus importante réfutation chrétienne conservée du Manichéisme, en deux volets : réfutation rationnelle, puis réfutation scripturaire (par l'Ancien Testament au livre III, par le Nouveau Testament au livre IV). Selon N. A. Pedersen, le premier volet est plutôt destiné à un lectorat païen, le second plutôt à un lectorat chrétien. L'ouvrage contient environ cent quarante-cinq citations de textes manichéens (parfois mal délimitées) : selon le patriarche Photius (dans le codex 85 de la Bibliothèque, où il parle du Contre les manichéens d'Héraclien de Chalcédoine), Titus réfute essentiellement les livres d'un manichéen nommé Adda ; toutefois, il se réfère aussi à Mani lui-même. Toujours d'après N. A. Pedersen, l'ouvrage est « peut-être la plus ambitieuse tentative des quatre premiers siècles de l'Église de formuler une théodicée ».
Le texte grec fautif connu anciennement fut publié pour la première fois en 1604, dans une traduction latine du jésuite espagnol Francisco Torres (Turriano), par Henri Canisius dans le tome V de ses Antiquæ lectiones (p. 31-142) ; l'original grec fut ajouté en 1725 (editio princeps) par Jacques Basnage de Beauval dans le tome I de son Thesaurus monumentorum ecclesiasticorum et historicorum, seu Henrici Canisii Lectiones antiquæ (p. 56-162).
En 2013, Paul-Hubert Poirier e. a. ont édité le texte grec ensemble avec la traduction syriaque (Corpus Christianorum Series Graeca 82). En 2015, le même équipe a aussi présenté une traduction française des textes dans cette édition.
On conserve aussi de Titus de Bostra des fragments d'Homélies sur Luc qui sont transmis dans les chaînes exégétiques portant sur cet évangile (publication par John Antony Cramer dans ses Catenæ Patrum Græcorum in Novum Testamentum, t. II, Oxford, 1841).

## Édition
- PG, vol. 18, col. 1065-1278.
- Paul de Lagarde (éd.), Titi Bostreni Contra Manichæos libri quattuor syriace, Berlin, 1859 (editio princeps du texte syriaque).
- Agathe Roman, Thomas S. Schmidt (éd. pour le grec), Paul-Hubert Poirier, Éric Crégheur (éd. pour le syriaque), Titus Bostrensis. Contra Manichæos libri IV Græce et Syriace, cum excerptis e Sacris Parallelis Johanni Damasceno attributis (grec/syriaque/français), Corpus Christianorum Series Græca 82, Brepols, Turnhout, 2013.

## Œuvres
- CPG 3575-3581